# 류청위
류청위(중국어: 刘诚宇, 2006년 7월 2일 ~ )는 대한민국의 축구 선수로, 포지션은 스트라이커이다. 현재 상하이 선화 소속이다.